# KJ法

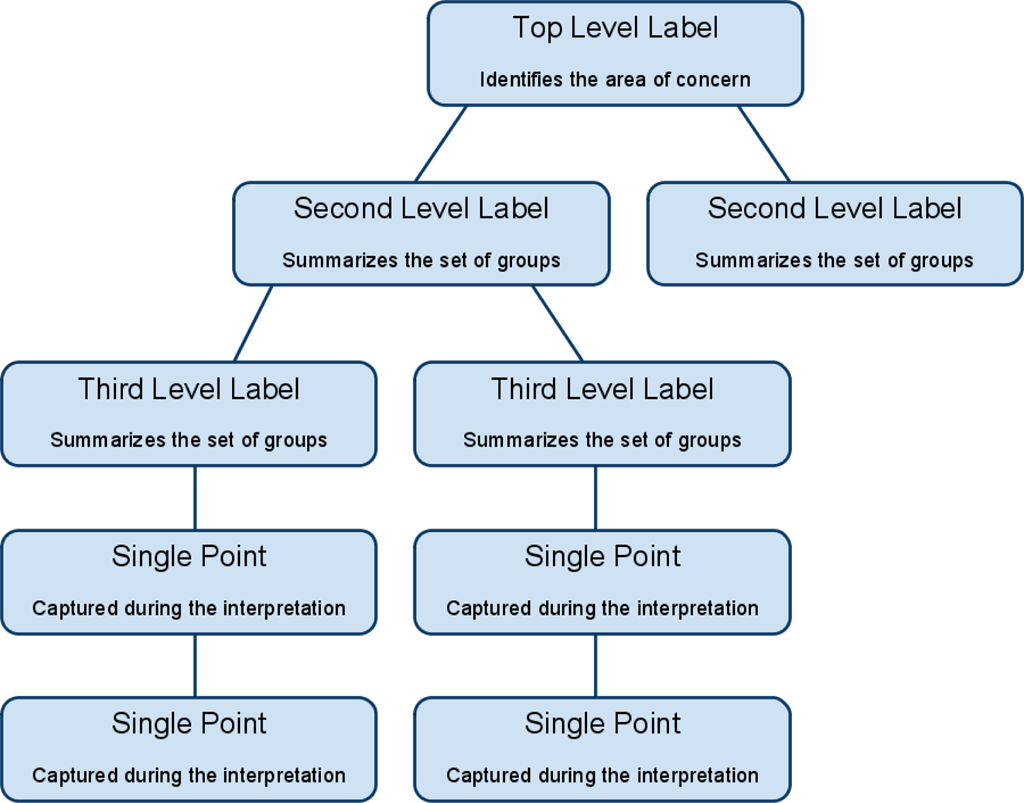
Affinity wall ダイアグラム

KJ法（KJほう）は、文化人類学者の川喜田二郎（東京工業大学名誉教授）がデータをまとめるために考案した手法である。KJは考案者のイニシャルに因む。
データをカードに記述し、カードをグループごとにまとめて、図解し、論文等にまとめていく。共同での作業にもよく用いられ、「創造性開発」（または創造的問題解決）に効果があるとされる。

## 概要
川喜田は文化人類学のフィールドワークを行った後で、集まった膨大な情報をいかにまとめるか、試行錯誤を行った結果、カードを使ってまとめていく方法を考え、KJ法と名付けた。またチームワークで研究を進めていくのに効果的な方法だと考え、研修方法をまとめ、『発想法』（中公新書、1966年）を刊行した。それ以降、川喜田が企業研修や琵琶湖移動大学などで指導を行い、普及を図った。
次第にKJ法の名称も一般化し、企業研修や学校教育、各種のワークショップなど様々な場面で広く用いられるようになった（大学で経営工学などを専攻すると、カリキュラムの中で集中的に取り上げられることもある）。
フィールドワークで多くのデータを集めた後、あるいはブレインストーミングにより様々なアイディア出しを行った後の段階で、それらの雑多なデータやアイディアを統合し、新たな発想を生み出すためにKJ法が行われるのが一般的である。
多くの断片的なデータを統合して、創造的なアイディアを生み出したり、問題の解決の糸口を探っていく。プロセスそのものは川喜田の著作に明確に記されており、一見シンプルで容易にみえる。しかし、プロセスの随所で細かい注意が必要であり、実際に使いこなすためには訓練が必要である。

## KJ法の進め方
KJ法は4ステップからなる。
1. カードの作成
1つのデータを1枚のカードに要約して記述する。（※1枚に1つのデータだけ。複数書き込まない。）
2. グループ編成
数多くのカードの中から似通ったものをいくつかのグループにまとめ、それぞれのグループに見出しをつける。
3. 図解化（KJ法A型）
4. 叙述化（KJ法B型）

様々な用途に合わせて色々なサイズのカードが用意されている。

## 注意点
上記のようにKJ法は様々な場面で用いられており、正しく学んだことがない人が教育・指導していることも多いといわれる。インターネット上にあるKJ法の解説にも不正確なものが散見される。
「KJ法」は（株）川喜田研究所が商標登録し（商標登録第4867036号）、正規の教育・コンサルティングを行うための認定を行っている。コンピュータ用のソフトウエアで、KJ法が使えると称したものが配布・販売されている。「KJ法が使える」ことを謳うだけならば商標の使用には当たらないものの、川喜田研究所から使用許諾を受けずに「KJ法」を商標として使用すると商標権侵害になる。